# Fiordaliza Cofil
Fiordaliza Cofil (27 de octubre de 2000) es una deportista dominicana que compite en atletismo, especialista en las carreras de relevos. Ganó una medalla de oro en el Campeonato Mundial de Atletismo de 2022, en la prueba de 4 × 400 m mixto.

## Palmarés internacional
| Eugene (Estados Unidos) | Medalla de oro | 4 × 400 m mixto |